# Betulaphis pelei
Betulaphis pelei är en insektsart som beskrevs av Hille Ris Lambers 1952. Betulaphis pelei ingår i släktet Betulaphis och familjen långrörsbladlöss. Arten är reproducerande i Sverige. Inga underarter finns listade i Catalogue of Life.